# Années 650 av. J.-C.
Les années 650 av. J.-C. couvrent les années de 659 av. J.-C. à 650 av. J.-C.

## Événements
- 659 av. J.-C. (?)[1] : En Bithynie, à l’embouchure du Rhyndacos, frontière avec la Mysie, le roi de Lydie Gygès fonde Daskyleion (Ergili) pour concurrencer la colonie milésienne de Cyzique.
- 657 av. J.-C. : fin de la dynastie des Bacchiades à Corinthe (929-657 av. J.-C.). Cypsélos devient tyran de Corinthe (jusqu'en 627 av. J.-C.)[2]. Corinthe est alors la principale puissance économique et commerciale en Grèce et un grand centre artistique. Cypsélos, enfant, aurait échappé grâce à une ruse de sa mère à la mort préparée par le clan oligarchique des Bacchiades. Il s’empare du pouvoir par la suite avec l’accord de l’oracle de Delphes. Il aurait introduit la monnaie à Corinthe.
- 656 av. J.-C. : en Chine, victoire de la coalition menée par Huan Gong sur l’État de Chu au sud au nom du roi Zhou[3].
- Vers 656 av. J.-C. : Timésias de Clazomènes fonde Abdère en Thrace[4].
- Vers 656/653 av. J.-C. : mort de Tanoutamon, pharaon égyptien, qui règne depuis l'invasion assyrienne sur le royaume de Napata (actuel Soudan) et dont les descendants gouverneront jusqu'en 22 av. J.-C. lors de la conquête romaine. De 653 à 538 av. J.-C., six rois règnent à Napata dont Atlanersa ((v. 653/640 av. J.-C.), Senkamenisken (v. 640-620), Anlamani, Aspelta. Aspelta, essaye en vain de reconquérir l’Égypte sous le règne de Psammétique II[5].
- Vers 655 av. J.-C. : 
  - Orthagoras devient tyran de Sicyone[2], cité de l'Arcadie, voisine de Corinthe, en profitant des dissensions entre les quatre tribus qui composaient sa population. Il fonde la dynastie des Orthagorides, qui règne pendant un siècle et dont le plus digne représentant est Clisthène.
  - en Macédoine, fondation de Stagire par des colons d'Andros[4].
- 654 av. J.-C. : 
  - fondation de Lampsaque[6], colonie grecque sur la rive asiatique de l'Hellespont, à l'entrée orientale des détroits, par Phocée et Milet.
  - fondation d’Ibiza (Ebussus) par les Carthaginois, selon Diodore de Sicile[7].

- 653 av. J.-C. : 

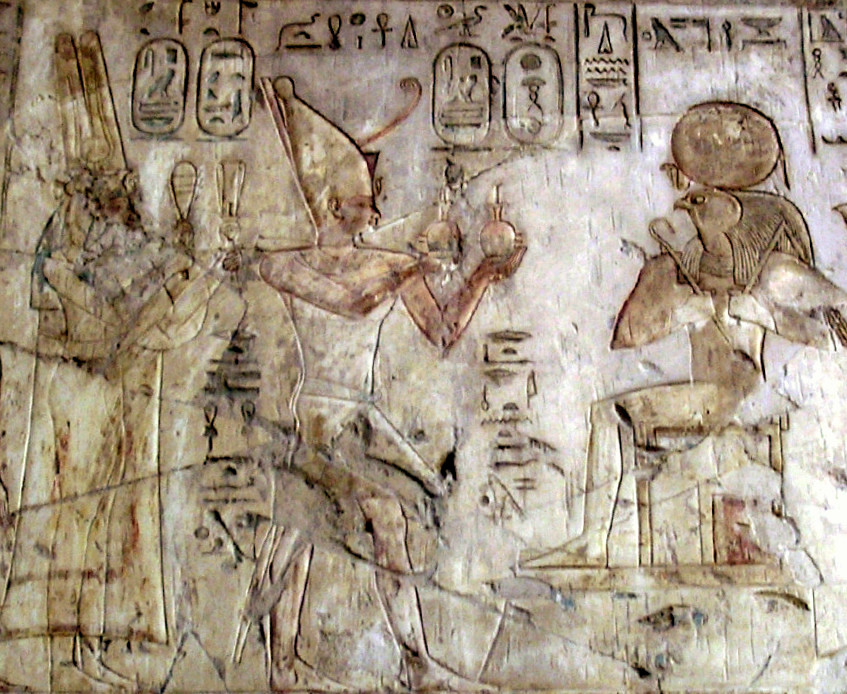
Relief représentant Psammétique Ier et sa fille la divine adoratrice d'Amon Nitocris faisant des offrandes au dieu Rê-Horakhty - Tombe de Pabasa à Thèbes - XXVIe dynastie égyptienne

  - en Égypte, Psammétique Ier, peut-être avec l’aide de mercenaires ioniens, cariens et lydiens, expulse les Assyriens qu’il poursuit jusqu’à Ashdod en Palestine. Assurbanipal, alors en guerre contre le roi d’Élam Tept-Humban (Teumman), ne peut répliquer. Teumman est vaincu à Tilliz dans la vallée de la Karkheh et sa tête est coupée. L’Élam est divisé[8].
  - début du règne de Tammaritu Ier, roi d’Élam[8].
  - les Scythes franchissent le Caucase et imposent leur suzeraineté sur les Mèdes de Phraortès jusqu’en 625 av. J.-C.[9].  Les Scythes écrasent Urartu, ravagent l’Assyrie jusqu’en Palestine où le pharaon Psammétique Ier leur paye tribut[10].
- 653-625 av. J.-C. : Madius, roi des Scythes, règne sur les Mèdes[9].
- 653-585 av. J.-C. : règne de Cyaxare, fils de Phraortès, roi des Mèdes[8].
- 652 av. J.-C. : révolte de Shamash-shumukin à Babylone contre son frère Assurbanipal. Il organise une vaste coalition comprenant les Phéniciens, les Philistins, les Judéens, les Assyriens du désert syrien, les Chaldéens du pays de la Mer et les Élamites. Le complot est éventé. La guerre fait rage pendant trois ans entre les deux frères. La famine s’abat sur la Babylonie[8].
- 651-619 av. J.-C. : règne de Zhou Xiangwang sixième roi des Zhou Orientaux en Chine[11].
- 651 av. J.-C. : des colons de Mégare et de Megara Hyblaea, dirigés par Pamylos, fondent Sélinonte en Sicile à l'embouchure du fleuve Hypsas au sud-ouest de l'île (date incertaine ; Thucydide indique 628 av. J.-C.)[4].
- 650 av. J.-C. : Assurbanipal vainc les Arabes (Uatê et Abi-Iatê) et les Nabatéens[8].
- vers 650 av. J.-C. : instauration de la Grande Rhêtra à Sparte[12].